# پران کوتمان
پران کوتمان (ترکی استانبولی: Perran Kutman؛ زادهٔ ۳۰ نوامبر ۱۹۴۹) هنرپیشه، و بازیگر سینما اهل ترکیه است.
او از سال ۱۹۶۷ تاکنون مشغول به فعالیت بوده است.